# Boralde de Saint-Chély-d’Aubrac
Boralde de Saint-Chély-d’Aubrac – potok we Francji płynący w całości na terenie departamentu Aveyron. Ma długość 25,1 km. Uchodzi do rzeki Lot.

## Geografia
Boralde de Saint-Chély-d’Aubrac ma źródła w górach Monts d’Aubrac, w pobliżu osady Aubrac, na terenie gminy Saint-Chély-d’Aubrac. Generalnie płynie w kierunku południowo-zachodnim. Uchodzi do rzeki Lot w gminie Saint-Côme-d’Olt. 
Boralde de Saint-Chély-d’Aubrac płynie na terenie departamentu Aveyron, w tym 5 gmin: Saint-Chély-d’Aubrac (źródło), Castelnau-de-Mandailles, Condom-d’Aubrac, Prades-d’Aubrac, Saint-Côme-d’Olt (ujście). 

## Hydrologia
Uśredniony roczny przepływ potoku Boralde de Saint-Chély-d’Aubrac wynosi 1,61 m³/s. Pomiary zostały przeprowadzone na przestrzeni ostatnich 44 lat w miejscowości Castelnau-de-Mandailles. Największy przepływ notowany jest w lutym (2,54 m³/s), a najmniejszy w sierpniu – 0,409 m³/s. 

## Dopływy
Boralde de Saint-Chély-d’Aubrac ma 3 dopływy. Są to:
- Ruisseau de l'Aude
- Boralde de Régaussou
- Ruisseau de Cancels